# Ugljik-14
Ugljik-14 (14C)  radioaktivni je izotop ugljika s jezgrom koja sadrži 6 protona i 8 neutrona. Prisutan je u organskim materijalima i osnova je metode radiougljičnog datiranja u arheologiji i geologiji za određivanje starosti organskog uzorka. Ugljik-14 otkrili su 1940. godine Martin Kamen i Sam Ruben u Berkeleyu u Kaliforniji.
Postoje 3 prirodna izotopa na Zemlji: ugljik-12 čini 99 % svih atoma, ugljik-13 čini 1 %, a ugljik-14 prisutan je samo u tragovima (1 na 1012 dijelova ili 0,0000000001 %). Vrijeme poluraspada ugljika-14 jest 5730 ± 40 godina. Raspada se beta raspadom u dušik-14, najčešći dušikov izotop. Aktivnost je oko 14 raspada u minuti po gramu ugljika-14.
Relativna atomska masa ugljika-14 iznosi otprilike 14,003241. Tri izotopa ugljika ne razlikuju se previše po svojim kemijskim svojstvima.

## Porijeklo i radioaktivno raspadanje
Ugljik-14 stvara se u gornjim slojevima troposfere i u stratosferi, na visinama od 9 do 15 km iznad površine Zemlje. Kada kozmičke zrake uđu u atmosferu, one među ostalim stvaraju i neutrone, koji reagiraju s dušikom:
1n + 14N → 14C + 1p
Jer je bliže magnetnim polovima Zemlje više kozmičkih zraka, više se ugljika-14 stvara bliže polovima. Ugljik-14 brzo reagira s kisikom iz zraka i stvara ugljični dioksid, koji se miješa u atmosferi, a jedan se dio topi u vodi i završava u oceanima, nakon toga, ugljiku-14 događa se beta raspad:
{\displaystyle \mathrm {~_{6}^{14}C} \rightarrow \mathrm {~_{7}^{14}N} +e^{-}+{\bar {\nu }}_{e}}
Stvara se stabilni atom dušika-14, elektron i antineutrino. Zalihe ugljika-14 u Zemljinoj biosferi procjenjuju se na 300 milijuna kirija, od čega je najviše u oceanima.

## Datiranje ugljikom-14
Datiranje ugljikom-14 metoda je koja koristi prirodni izotop ugljika-14 da otkrije starost materijala (starosti do 60 000 godina) koji sadrži ugljikove spojeve. Tu je metodu razvio Willard Libby 1949. godine kao profesor na Sveučilištu u Chicagu. Za to je dobio Nobelovu nagradu za kemiju 1960. godine. 
Biljke asimiliraju 14C putem fotosinteze, a životinje se hrane biljkama. Na taj način sva živa bića zadržavaju istu koncentraciju 14C tijekom cijelog života. 14CO2 otapa se u oceanima i nalazi se u planktonu, koraljima i školjkama. Nakon smrti organizma prestaje nadoknađivanje 14C i njegova se koncentracija počinje smanjivati. 
Mjerenje aktivnosti 14C zahtijeva vrlo osjetljive tehnike: koriste se plinski proporcionalni brojači (starost do 40 000 godina), tekućinski scintilacijski brojači (starost do 50 000 godina) ili akceleratorska masena spektroskopija (nešto više od 60 000 godina). Najmanja količina uzorka potrebna za prve dvije metode nekoliko je grama, dok mjerenje akceleratorskom masenom spektroskopijom zahtijeva samo nekoliko miligrama.

## Stvaranje ugljika-14 u nuklearnim eksplozijama
Nadzemni testovi nuklearnih bomba od 1955. do 1980. godine znatno su povećali količinu ugljika-14 u atmosferi i zbog toga u cijeloj biosferi. Otada se količina ugljika-14 smanjuje. 
Zbog tih promjena moguće je odrediti nečiju godinu rođenja prema količini ugljika-14 u zubnoj caklini ili u leći oka.

## Vanjske poveznice
- ODREĐIVANJE STAROSTI METODOM 14C  Arhivirana inačica izvorne stranice od 23. studenoga 2011. (Wayback Machine) – Institut Ruđer Bošković